# Europska radiodifuzijska unija
Europska radiodifuzijska unija (ERU) (eng.: European Broadcasting Union (EBU), fra.: L'Union Européenne de Radio-Télévision (UER), međunarodna je radiodifuzijska organizacija. Formirale su ju 12. veljače 1950. 23 radiodifuzijske organizacije na području Europe i Sredozemlja na konferenciji u Torquayu u Devonu. Godine 1993. Međunarodna radio-televizijska organizacija (OIRT), ekvivalent radiodifuzijskih kuća iz centralne i istočne Europe, sjedinila se s EBU-om.
Godine 2004. EBU je imala punopravne članice iz 52 države te pridružene članice iz još 29. Članice su radijske i televizijske kompanije, od kojih su većina u vlasništvu države ili u privatnom vlasništvu s javnom koncesijom. Punopravne članice smještene su u državama od Alžira do Vatikana, uključujući gotovo sve europske države. Pridružene članice nisu ograničene samo na Europu te uključuju radiodifuzijske kompanije iz Kanade, Japana, Meksika, Indije, Hong Konga i drugih zemalja.
Punopravne članice su one čije države pripadaju europskom radiodifuzijskom području ili su članice Vijeća Europe.
Najpoznatija aktivnost EBU-a je Eurovizija. EBU organizira i natjecanje Mladih plesača Eurovizije, kao i natjecanja za mlade glazbenike i scenariste po istom modelu. 
Članice EBU-a često su surađivale na stvaranju dokumentaraca i animiranih filmova za djecu. Prva takva koprodukcija bila je The Animals of Farthing Wood godine 1993., temeljena na istoimenim knjigama Colina Danna.
Glazbena tema koja se izvodi prije svake EBU-ove emisije je preludij Te Deumu koga je napisao Marc-Antoine Charpentier. 

## Članice EBU-a
EBU se sastoji od 73 članova iz 56 država.
| Država                 | Radiodifuzijska kuća | Skraćenica     | Godina učlanjenja      |
| ---------------------- | --- | -------------- | ---------------------- |
| Albanija               | Radio Televizioni Shqiptar                                                                                                  | RTSH           | 1999.                  |
| Alžir                  | Etablissement public de Télévision Algérienne Enterprise nationale de radiodiffusion Télédiffusion d'Algérie                | EPTV EPRS TDA  | 1970.                  |
| Andora                 | Ràdio i Televisió d'Andorra                                                                                                 | RTVA           | 2002.                  |
| Armenija               | Hayastani Hanrayin Rradio Hayastani hanrayin herrustaynkerut’yun                                                            | AMPTV          | 2005.                  |
| Austrija               | Österreichischer Rundfunk                                                                                                   | ORF            | 1953.                  |
| Azerbajdžan            | İctimai Televiziya və Radio Yayımları Şirkəti                                                                               | İTV            | 2007.                  |
| Belgija                | Vlaamse Radio-en Televisieomroep Radio-Télévision Belge de la Communauté Française                                          | VRT RTBF       | 1950.                  |
| Bjelorusija            | Nacyjanaĺnaja dziaržaŭnaja Telieradyjokampanija Respubliki Bielaruś                                                         | BTRC           | 1993.                  |
| Bosna i Hercegovina    | Radio-televizija Bosne i Hercegovine                                                                                        | BHRT           | 1993.                  |
| Bugarska               | Bŭlgarsko natsionalno radio Bŭlgarska natsionalna televiziya                                                                | BNR BNT        | 1993.                  |
| Cipar                  | Radiofonikó Ídryma Kýprou (grč.) Kıbrıs Radyo Yayın Kurumu (tur.)                                                           | CyBC/RIK KRYK  | 1969.                  |
| Crna Gora              | Radio televizija Crne Gore                                                                                                  | RTCG           | 2006.                  |
| Češka                  | Český rozhlas Česká televize                                                                                                | ČR ČT          | 1994.                  |
| Danska                 | Danmarks Radio TV2 | DR DK/TV2      | 1950. 1989.            |
| Egipat                 | 'iithad al'iidhaeat walttlifiziun almisri Unija egipatskog radija i televizije                                              | ERTU           | 1985.                  |
| Estonija               | Eesti Rahvusringhääling | ERR            | 1993.                  |
| Finska                 | Yleisradio (fin.) Rundradion (šved.)                                                                                        | YIe            | 1950.                  |
| Francuska              | Groupement des Radiodiffuseurs Français de l'UER Europe 1                                                                   | GRF E1         | 1950. 1978.            |
| Grčka                  | Ellinikí Radiofonía Tileórasi                                                                                               | ERT            | 1950. – 2013. 2015.    |
| Gruzija                | Sak’art’velos sazogadoebrivi mautsqebeli                                                                                    | GPB            | 2005.                  |
| Hrvatska               | Hrvatska radiotelevizija | HRT            | 1993.                  |
| Irska                  | Raidió Teilifís Éireann TG4 Teilifís na Gaeilge                                                                             | RTÉ TG4        | 1950. 2007.            |
| Island                 | Ríkisútvarpið | RÚV            | 1956.                  |
| Italija                | Radiotelevisione Italiana                                                                                                   | RAI            | 1950.                  |
| Izrael                 | IBA | IBA            | 1957.                  |
| Jordan                 | Muassasat al'iidhaeat walttilfizyun al'urdunni                                                                              | JRTV           | 1970.                  |
| Latvija                | Latvijas Televīzija Latvijas Radio                                                                                          | LTV LR         | 1993.                  |
| Libanon                | Tilfizyun Lubnan | TL             | 1950.                  |
| Libija                 | Nacionalni kanal Libije | LNC            | 2011.                  |
| Litva                  | Lietuvos Radijas ir Televizija                                                                                              | LRT            | 1993.                  |
| Luksemburg             | Compagnie Luxembourgeoise de Télédiffusion Radio 100,7                                                                      | CLT (RTL) ERSL | 1950. 1996.            |
| Mađarska               | Médiaszolgáltatás-támogató és Vagyonkezelő Alap Duna Médiaszolgáltató                                                       | HMG            | 1993. (udruženi 2014.) |
| Sjeverna Makedonija    | Makedonska radio televizija                                                                                                 | MKRTV          | 1993.                  |
| Malta                  | Public Broadcasting Services                                                                                                | MT/PBS         | 1970.                  |
| Maroko                 | Alshsharikat alwataniat lil'iidhaeat walttalfiza                                                                            | SNRT           | 1969.                  |
| Moldavija              | Teleradio-Moldova | TRM            | 1993.                  |
| Monako                 | Groupement de Radiodiffuseurs Monégasques                                                                                   | TMC/GRMC       | 1950.                  |
| Nizozemska             | Nederlandse Publieke Omroep                                                                                                 | NPO            | 1950.                  |
| Norveška               | Norsk Rikskringkasting TV2 AS                                                                                               | NRK NO/TV2     | 1950. 1992.            |
| Njemačka               | Arbeitsgemeinschaft der öffentlich-rechtlichen Rundfunkanstalten der Bundesrepublik Deutschland Zweites Deutsches Fernsehen | ARD ZDF        | 1952. 1963.            |
| Poljska                | Polskie Radio i Telewizja                                                                                                   | PRT            | 1993.                  |
| Portugal               | Rádio e Televisão de Portugal                                                                                               | RTP            | 1950.                  |
| Rumunjska              | Societatea Română de Radiodifuziune Televiziunea Română                                                                     | ROR RO/TVR     | 1993.                  |
| Rusija                 | Pervyy kanal Vserossiyskaya gosudarstvennaya televizionnaya i radioveshchatel'naya kompaniya Radio Dom Ostankino            | C1R RTR RDO    | 1996. 1993. 1996.      |
| San Marino             | Radiotelevisione della Repubblica di San Marino                                                                             | SMTV           | 1995.                  |
| Slovačka               | Rozhlas a televízia Slovenska                                                                                               | RTVS           | 2011.                  |
| Slovenija              | Radiotelevizija Slovenija                                                                                                   | RTVSLO         | 1993.                  |
| Srbija                 | Radiotelevizija Srbije | RTS            | 2001.                  |
| Španjolska             | Corporación Radiotelevisión Española Sociedad Española de Radiodifusión Cadena de Ondas Populares de España                 | RTVE SER COPE  | 1955. 1982. 1998.      |
| Švedska                | Sveriges Television och Radio Grupp AB                                                                                      | STR            | 1950.                  |
| Švicarska              | SRG SSR | SRG SSR        | 1950.                  |
| Tunis                  | Établissement de la Radiodiffusion-Télévision Tunisienne                                                                    | RTTT           | 1950.                  |
| Turska                 | Türkiye Radyo-Televizyon Kurumu                                                                                             | TRT            | 1950.                  |
| Ujedinjeno Kraljevstvo | British Broadcasting Corporation United Kingdom Independent Broadcasting                                                    | BBC UKIB       | 1950. 1960.            |
| Ukrajina               | Natsionalʹna telekompaniya Ukrayiny Natsionalʹna radiokompaniya Ukrayiny                                                    | NTU NRU        | 1993.                  |
| Vatikan                | Radio Vaticana | RV             | 1950.                  |

## Vanjske poveznice
- Službena stranica